# Fiskebæk
Fiskebæk er navnet på et smalt stykke land imellem Farum Sø og Furesø samt vandløbet, der forbinder disse søer. Området har navn efter Fiskebækken, der er den gamle betegnelse for Mølleåens løb mellem de to søer. Navnet, der kommer fra det gamle danske ord fiskibækk med betydningen "bæk med godt fiskeri", findes adskillige andre steder i Danmark. Navnet optræder første gang i en skriftlig kilde i Roskildebispens Jordebog fra 1372, som findes på universitetsbiblioteket i Uppsala.
Omkring 1894 blev der anlagt et jernbanespor langs Fiskebækken, idet udflugtsbåden "Svanen", der sejlede på Farum Sø, Furesø, Vejlesø, Bagsværd Sø og Lyngby Sø, var en amfibiebåd forsynet med hjul, så den kunne "sejle over land" og passere mellem Farum Sø og Furesø.
På den tidligere Slangerupbane blev Furesø trinbræt etableret i Fiskebæk fra 22. maj 1932, men allerede fra 1910 havde en del søndags- og udflugtstog gjort holdt der, fordi Fiskebæk Hotel, der lå på stedet fra 1897-1968, var et populært udflugtsmål. Trinbrættet blev nedlagt 23. maj 1971.
Området er nu præget af at være en trafikkorridor, hvor S-togslinjen til Farum og landevejen fra Bagsværd (Frederiksborgvej, tidligere Fiskebækvej) til Farum og videre nordpå passerer. Desuden føres Hillerødmotorvejen fra København til Helsinge gennem Fiskebæk på to adskilte broer, som under et kaldes Fiskebækbroen. Først i andet forsøg fik man bygget en bro, der kunne holde, idet et af broafsnittene på den første bro styrtede sammen 8. februar 1972, kort før motorvejen skulle have været åbnet.